# أندريس فليتاس
أندريس فليتاس هو لاعب كرة قاعدة كوبي، ولد في 8 نوفمبر 1916 في Santa Clara Province ‏ في كوبا، وتوفي في 18 ديسمبر 2011 في ميامي في الولايات المتحدة.